# Legionella pneumophila
Legionella pneumophila (лат.) — грамотрицательная, подвижная палочковидная бактерия рода легионелл, возбудитель легионеллёза («болезнь легионеров»), название получила из-за вспышки заболевания в 1976 году среди делегатов съезда Американского легиона в гостинице, расположенной в Филадельфии. Возбудитель отнесён к III группе патогенности (до 2013 г. относился ко II группе патогенности, т.е. к группе возбудителей особо опасных инфекционных болезней).

## Биологические свойства

### Морфология
Подвижные (имеется жгутик, расположенный монотрихиально) прямые или слегка искривлённые палочковидные бактерии размером 3 х 0,5—0,7 мкм. Грамотрицательные, спор и капсул не образуют. На препаратах располагаются одиночно и небольшими скоплениями.

### Культуральные свойства

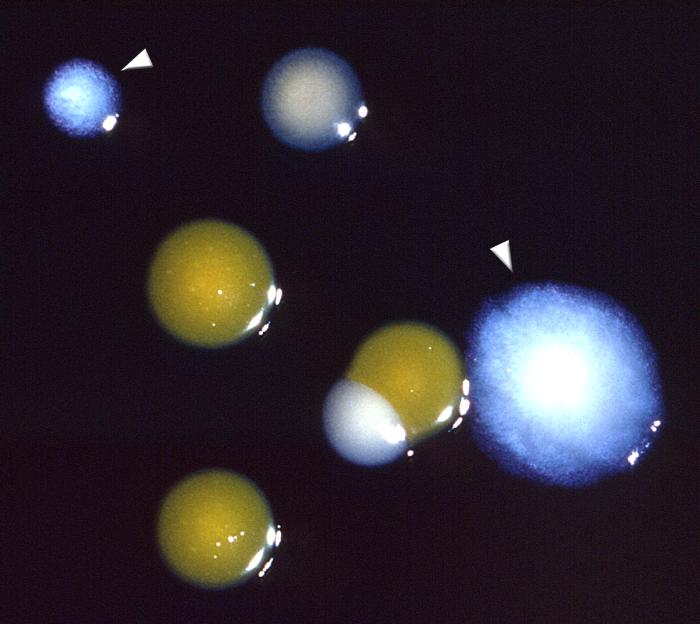
Колонии L. pneumophila на BCYE-α агаре, отмечены стрелками

Строгий аэроб, растёт на куриных эмбрионах, культурах клеток человека и обогащённых питательных средах (казеиново-угольный агар КУА, казеиново-дрожжевой агар, агар BCYE-α). Необходимыми факторами роста являются цистеин и железо. Не растёт на простых питательных средах. Оптимальная температура роста 35—37 °С, на искусственных питательных средах развивается медленно. Колонии округлые, выпуклые с лёгкой опалесценцией. Производит ферменты β-лактамазы, каталазу, вызывает гидролиз гиппурата.

### Экология
L. pneumophila обитает в тёплых пресных водоёмах и является внутриклеточным паразитом некоторых простейших. У инфузорий рода Tetrahymena при захвате клеток L. pneumophila не происходит переваривание клеток, живые L. pneumophila выделяются в окружающую среду в виде пакетов. В клетках простейшего Hartmanella vermiformes фагосома с клетками L. pneumophila окружается шероховатым эндоплазматическим ретикулумом. Внутриклеточное размножение L. pneumophila в клетках простейших играет определённую роль в формировании биоплёнок. Бактерия приспособилась существовать в системах водоснабжения, в особенности подогреваемых (например системах кондиционирования воздуха). L. pneumophila выживает в подобных биотопах благодаря способности к образованию биоплёнок, а также способности выживать после термообработки и потреблять остатки других микроорганизмов, убитых нагреванием. Бактерия также является внутриклеточным облигатным паразитом человека, вызывая легионеллёз.

### Геном
Геном L. pneumophila представлен кольцевой двуцепочечной молекулой ДНК. Известно по крайней мере три штамма с различиями в геноме: у L. pneumophila штамма Paris нуклеоид состоит из 3635495 п.н. и содержит 3224 генов, у L. pneumophila штамма Lens нуклеоид длиной 3405519 п.н. и содержит 3004 открытых рамок считывания и у штамма Philadelphia 1 нуклеоид длиной 3397754 п.н. и содержит в общем 2942 генов. Таким образом, геном L. pneumophila достаточно пластичен, и происходят эволюционные изменения L. pneumophila как возбудителя легионеллёза и внутриклеточного паразита простейших.

## Патогенность

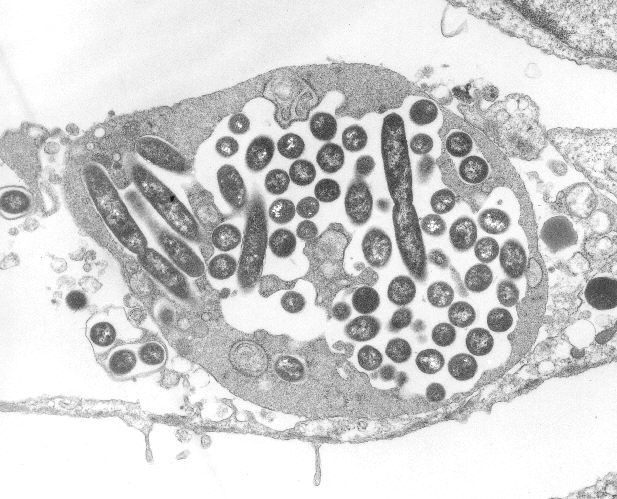
Клетки L. pneumophila размножаются в культивируемых фибробластах лёгкого человека

L. pneumophila патогенна для человека, вызывает легионеллёз — сапронозную бактериальную инфекцию человека. Механизм передачи- аспирационный. Источником заражения являются бытовые водонагревательные приборы, системы кондиционирования воздуха, заражённый человек контагиозностью не обладает. L. pneumophila размножается внутри макрофагов и дендритных клетках, избегая лизиса при фагоцитозе. Фагосомы этих клеток, наполненные L. pneumophila, сливаются с шероховатым ЭПР и не сливаются с лизосомами, в результате чего бактерия избегает разрушения. Также патоген влияет на антигенпрезентирующую функцию этих клеток. У моноцитов L. pneumophila ингибирует супероксиддисмутазы. У клеток альвеолярного эпителия лёгких L. pneumophila индуцирует активацию каспаз и, как следствие, апоптоз, приводя к гибели клеток, что и вызывает симптомы воспаления лёгких. Возбудитель также индуцирует синтез Интерлейкина-8 эпителиоцитами лёгкого человека. Фактором патогенности также является способность к синтезу цитотоксических глюкозилтрансфераз Lgt. К легионеллёзу предрасположены лица с пониженным иммунным статусом, есть наблюдения о связи предрасположенности к легионеллёзу с пониженной функцией активации комплемента.